# Pantalla plana

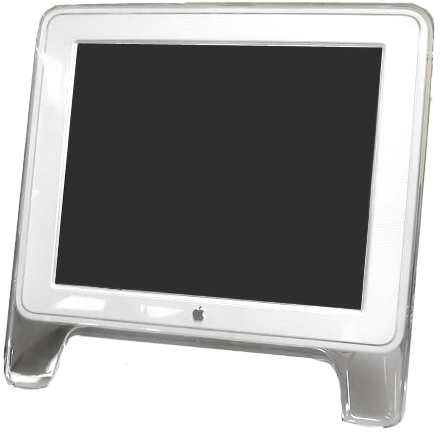
Pantalla plana (TFT).

Una Pantalla plana (FPD) és un dispositiu de visualització electrònic que s’utilitza per permetre a les persones veure contingut (imatges fixes, imatges en moviment, text o algun altre material visual) en una àmplia gamma d’entreteniment, electrònica de consum, ordinadors personals i dispositius mòbils. i molts tipus d’equips mèdics, de transport i industrials. Són molt més lleugers i prims que els televisors tradicionals de tubs de raigs catòdics (CRT) i solen tenir menys de 10 centímetres de gruix. Les pantalles de panell pla es poden dividir en dues categories de dispositius de visualització: volàtils i estàtiques. Les pantalles volàtils requereixen que els píxels s’actualitzin electrònicament periòdicament per conservar el seu estat (per exemple, pantalles de cristall líquid (LCD)). Una pantalla volàtil només mostra una imatge quan té alimentació de bateria o de corrent altern. Les pantalles de pantalla plana estàtiques es basen en materials amb estats de color biestables (p. Ex., Tauletes lectores de llibres electrònics de Sony) i, per tant, les pantalles de pantalla plana conserven el text o les imatges a la pantalla fins i tot quan l’aparell està apagat. A partir de 2016, les pantalles de pantalla plana han substituït gairebé completament les antigues pantalles CRT. En moltes aplicacions de l'era del 2010, específicament dispositius portàtils petits, com ara ordinadors portàtils, telèfons mòbils, telèfons intel·ligents, càmeres digitals, càmeres de vídeo, càmeres d'apuntar i disparar i càmeres de vídeo de butxaca, qualsevol desavantatge de la pantalla dels panells plans (en comparació amb els CRT) es compensen pels avantatges de la portabilitat (baix consum d'energia de les bateries, primesa i lleugeresa).
La majoria de pantalles de pantalla plana de la dècada de 2010 utilitzen tecnologies LCD o diodes emissors de llum (LED), de vegades combinades. La majoria de les pantalles LCD es retroil·luminen, ja que s’utilitzen filtres de colors per mostrar colors. Les pantalles de panell pla són primes, lleugeres, ofereixen una millor linealitat i són capaces de tenir una resolució més alta que els televisors típics de consum per a èpoques anteriors. La resolució més alta per als televisors CRT de qualitat per a consumidors va ser 1080i; en canvi, molts panells plans poden mostrar resolució de 1080p o fins i tot 4K. A partir del 2016, alguns dispositius que utilitzen pantalles planes, com ara tauletes, telèfons intel·ligents i, amb menys freqüència, ordinadors portàtils, utilitzen pantalles tàctils, una funció que permet als usuaris seleccionar icones en pantalla o activar accions (per exemple, reproduint un vídeo digital) tocant la pantalla. Molts dispositius amb pantalla tàctil poden mostrar un teclat numèric o QWERTY virtual a la pantalla, per permetre a l'usuari escriure paraules o números.
Un monitor multifuncional (MFM) és una pantalla de pantalla plana que té entrades de vídeo addicionals (més que un monitor LCD típic) i està dissenyada per utilitzar-se amb diverses fonts de vídeo externes, com ara entrada VGA, entrada HDMI des de VHS equipat amb capacitat VCR o consola de videojocs i, en alguns casos, una entrada USB o un lector de targetes per visualitzar fotos digitals. En molts casos, un MFM també inclou un sintonitzador de TV, cosa que el fa similar a un televisor LCD que ofereix connectivitat a l’ordinador.

## Història
La primera proposta d'enginyeria per a un televisor de pantalla plana va ser de General Elèctric el 1954 com a resultat del seu treball en monitors de radar. La publicació de les seves troballes va donar tots els fonaments dels futurs televisors i monitors de pantalla plana. Però GE no va continuar amb la I+D (Investigació i Desenvolupament) requerida i mai va construir un panell pla que funcionés en aquell moment. La primera pantalla de pantalla plana de producció va ser el tub Aiken, desenvolupat a principis dels anys 50 i produït en un nombre limitat el 1958. Això va suposar un cert ús en sistemes militars com a pantalla frontal i com a monitor d'oscil·loscopi, però les tecnologies convencionals van superar el seu desenvolupament. Els intents de comercialitzar el sistema per a ús de la televisió domèstica van tenir problemes continus i el sistema mai va ser llançat comercialment.
El Philco Predicta presentava una configuració relativament plana (per al seu dia) de tubs de raigs catòdics i seria el primer "panell pla" llançat comercialment després del seu llançament el 1958; la Predicta va ser un fracàs comercial. El panell de visualització de plasma es va inventar el 1964 a la Universitat d'Illinois, segons The History of Plasma Display Panels.
Una pantalla plana és un monitor o televisor de poc gruix gràcies l'absència d'un tub de raigs catòdics. Les pantalles planes funcionen amb principis molt diferents a les de tub, més gruixudes i pesades. Hi ha diverses classes de pantalles planes d'acord amb la seva tecnologia. Les LCD o pantalles de cristall líquid es van començar a emprar en dispositius portàtils com telèfons mòbils i ordinadors portàtils. Amb el transcurs del temps, els monitors de PC i els televisors van ser deixant de fabricar-se amb tubs catòdics i es va passar a construir-los amb pantalles planes de cristall líquid o de plasma, i més endavant de LED. Les pantalles planes es caracteritzen pels següents paràmetres:

### Pantalles LCD

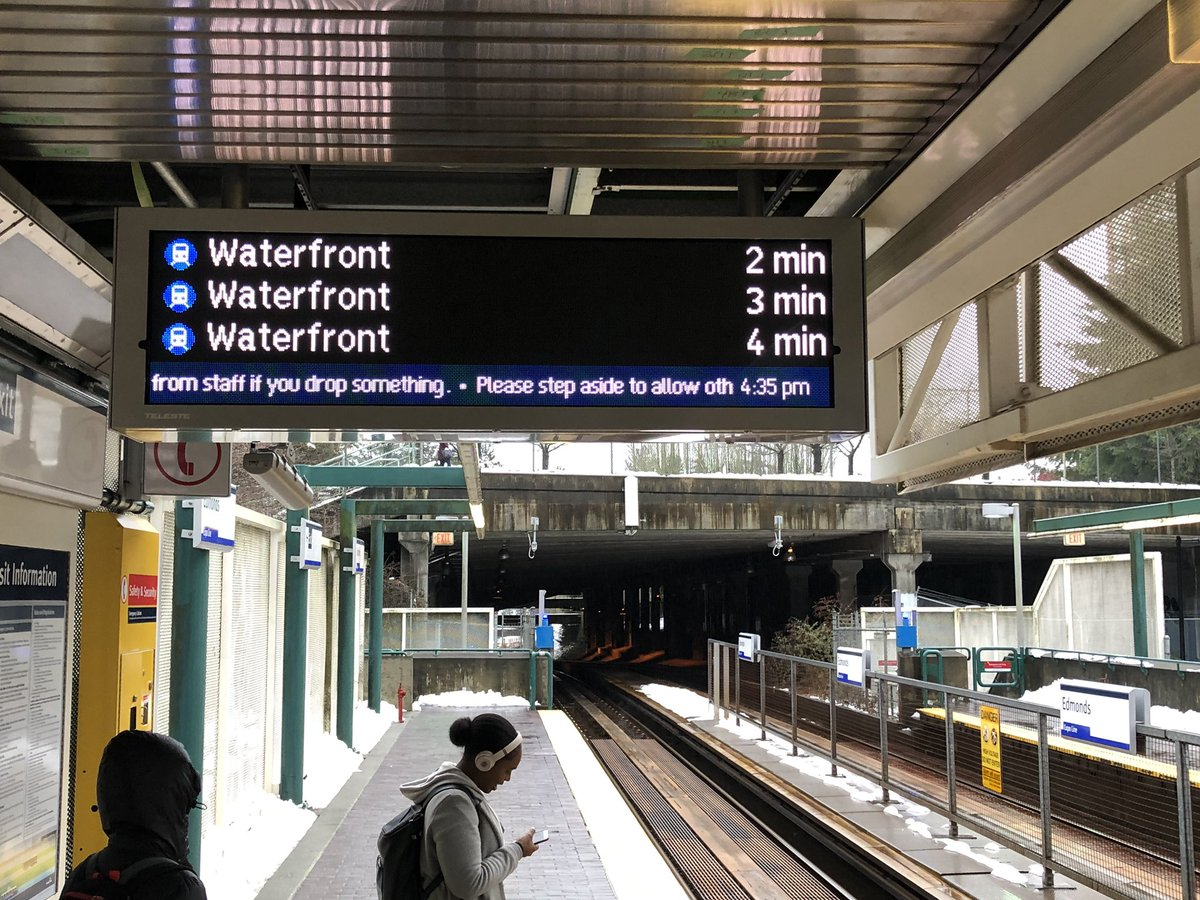
Una pantalla LCD utilitzada com a visualització d'informació per als viatgers.

Al 1959, el MOSFET (transistor d'efecte de camp de semiconductor d'òxid de metall, o transistor MOS) va ser inventat per Mohamed M. Atalla i Dawon Kahng a Bell Labs, i va ser presentat el 1960. Sobre la base del seu treball, Paul K. Weimer a RCA va desenvolupar, el 1962, el transistor de pel·lícula lleugera (TFT). Era un tipus de MOSFET diferent al MOSFET a granel estàndard. La idea d'una pantalla de vidre líquid (LCD) basada en TFT va ser concebuda per Bernard J. Lechner a RCA Laboratories al 1968. Lechner, FJ Marlowe, EO Nester y J. Tults va demostrar el concepte en 1968 amb una pantalla LCD estàndard de dispersió dinàmica que utilitza MOSFET discrets.
La primera pantalla electroluminiscent dirigida per matriu activa (ELD) va ser aquí pel departament de dispositius de pel·lícula lleugera de T. Peter Brody a Westinghouse Electric Corporation mitjançant TFT. Al 1973, Brody, JA Asars i GD Dixon de Westinghouse Research Laboratories van demostrar la primera pantalla de vidre líquid amb transistor de pel·lícula lleugera (TFT LCD). Al 1974, Brody y Fang-Chen Luo van demostrar la primera pantalla plana de vidre líquid de matriu activa (LCD AM) mitjançant TFT.
Al 1982, es va desenvolupar al Japó els televisors LCD de butxaca basats en la tecnologia AM LCD. L'Epson ET-10 de 2.1 polzades (Epson Elf) va ser el primer televisor LCD de butxaca en color, llançat el 1984. Al 1988, un equip d’investigació de Sharp dirigit per l'enginyer T. Nagayasu va demostrar una pantalla LCD a tot color de 14 polzades, que va convèncer a la indústria electrònica de la pantalla LCD que eventualment es reemplaçava al tub de raigs catòdics (CRT) com a tecnologia de visualització de televisió estàndard. Al 2013, tots els dispositius electrònics moderns de visualització d'alta qualitat i alta resolució utilitzant pantalles de matriu activa basades en TFT.

### Pantalles LED
La primera pantalla de díode emissor de llum (LED) utilitzable va ser desenvolupada per Hewlett-Packard (HP) i va ser presentada el 1968. Va ser el resultat de la investigació i el desenvolupament (I + D) sobre tecnologia LED pràctica entre 1962 i 1968, per un equip d'investigació de Howard C. Borden, Gerald P. Pighini i Mohamed M. Atalla, a HP Associates i HP Labs. Al febrer de 1969, va presentar l’indicador numèric HP model 5082-7000. Va ser la primera pantalla LED intel·ligent, i va ser una revolució tecnològica de pantalla digital, reemplaçant el tub Nixie i convertint-se en la base per a pantalles LED posteriors. Al 1977, James P Mitchell va realitzar un prototip i més tard va demostrar el que va ser la primera pantalla de televisió LED monocromàtica de pantalla plana.
Al 1987, Ching W. Tang i Steven Van Slyke a Eastman Kodak van construir el primer dispositiu pràctic de LED orgànic (OLED). Al 2003, Hynix va produr un controlador EL orgànic capaç d’il·luminar en 4.096 colors. Al 2004, la Qualia 005 de Sony va ser la primera pantalla LCD amb retroil·luminació LED. El Sony XEL-1, llançat el 2007, va ser el primer televisor OLED.

## Tipus comuns

### Pantalla de vidre líquid (LCD)
Les pantalles de vidre líquid (LCD) són lleugeres, compactes, portàtils, barates, més fiables i més fàcils de veure que les pantalles de tubs de raigs catòdics. Les pantalles LCD utilitzen una capa prima de cristall líquid, un líquid que exhibeix propietats cristal·lines. Està juxtaposada entre dues plaques conductores d'electricitat. La placa superior té elèctrodes transparents dipositats sobre ella, i la placa posterior està il·luminada perquè l'usuari pugui veure les imatges a la pantalla. Al aplicar senyals elèctrics controlats a través de les plaques, es poden activar diversos segments del cristall líquid, causant canvis en les seves propietats de difusió o polarització de la llum. Aquests segments poden transmetre o bloquejar la llum. Es produeix una imatge passant llum a través de segments seleccionats del cristall líquid a l'usuari. S'utilitzen en diversos dispositius electrònics com rellotges, calculadores i ordinadors portàtils.

### LCD amb LED retroil·luminat
La majoria de les pantalles LCD grans anteriors es van il·luminar de nou mitjançant una sèrie de llums fluorescents de càtode fred (CCFL). No obstant això, els dispositius de petita mida pràcticament sempre utilitzen LEDs com a font d’il·luminació. Amb la millora dels LED, gairebé totes les pantalles noves estan equipades amb tecnologia de retroil·luminació LED. La imatge encara la genera la capa LCD.

### Pantalla de plasma
Una pantalla de plasma consta de dues plaques de vidre separades per un prim espai ple d'un gas com el neó. Cadascuna d'aquestes plaques té diversos elèctrodes paral·lels que la travessen. Els elèctrodes en les dues plaques estan en angle recte entre si. Un voltatge aplicat entre els dos elèctrodes un a cada placa fa que brilli un petit segment de gas en els dos elèctrodes. La brillantor dels segments de gas es manté mitjançant un voltatge més baix que s'aplica contínuament a tots els elèctrodes. Al 2010, nombrosos fabricants van descontinuar les pantalles de plasma de consum.

### Pantalla electroluminescent
En una pantalla electroluminescent (ELD), la imatge es crea aplicant senyals elèctrics a les plaques que fan que brilli el fòsfor.

### Diode orgànic emisor de llum
Un OLED (díode orgànic emissor de llum) és un díode emissor de llum (LED) en el qual la capa electroluminescent emissiva és una pel·lícula de compost orgànic que emet llum en resposta a un corrent elèctric. Aquesta capa de semiconductor orgànic està situada entre dos elèctrodes; típicament, almenys un d'aquests elèctrodes és transparent. Els OLED s'utilitzen per crear pantalles digitals en dispositius com pantalles de televisió, monitors d'ordinador, sistemes portàtils com telèfons mòbils, consoles de jocs portàtils i PDA.

### Diode emissor de llum de punt quàntic
QLED o Quantum Dot LED és una tecnologia de pantalla plana introduïda per Samsung sota aquesta marca registrada. Al voltant de 2013, altres fabricants de televisors com Sony han utilitzat la mateixa tecnologia per millorar la il·luminació de la televisió LCD. Els punts quàntics creen la seva pròpia llum única quan s'il·luminen amb una font de llum de longitud d'ona més curta, com els LED blaus. Aquest tipus de TV LED introduït per Samsung millora la gamma de colors dels panells de plasma, on la imatge encara és generada pel LCD. D'acord amb l'opinió de Samsung, s'espera que les pantalles de punts quàntics per a televisors de pantalla gran es tornin més populars que les pantalles OLED en els propers anys; fins ara són rars, però semblen estar en la cúspide d'una acceptació més generalitzada dels consumidors, amb empreses com Nanoco i Nanosys competint per proporcionar els materials QD. Mentrestant, els dispositius Samsung Galaxy, com la resta de telèfons intel·ligents, encara estan equipats amb pantalles OLED fabricades també per Samsung. Aquesta empresa explica en el seu lloc web que el televisor QLED que produeixen pot determinar quina part de la pantalla necessita més o menys contrast. Samsung també va anunciar una associació amb Microsoft que promourà el nou televisor Samsung QLED.

## Pantalles volàtils
Les pantalles volàtils requereixen que els píxels s'actualitzin periòdicament per conservar el seu estat, fins i tot per una imatge estàtica. Com a tal, una pantalla volàtil necessita energia elèctrica, ja sigui de la xarxa elèctrica (es connecta a una font de corrent) o d'una bateria per mantenir una imatge a la pantalla o canviar-la. En general, aquesta actualització passa moltes vegades pel segon. Si això no es fa, per exemple, si hi ha un tall d'energia, els píxels perdran gradualment el seu estat coherent i la imatge "s'esvairà" de la pantalla.

## Pantalles estàtiques
Les pantalles estàtiques de panell pla depenen de materials els estats dels quals el color són biestables. Això vol dir que la imatge que tenen no requereix energia per a mantenir-se, sinó que requereix energia per canviar. Això dona com a resultat una pantalla molt més eficient energèticament, però amb una tendència a velocitats d'actualització lentes que no són desitjables en una pantalla interactiva. Les pantalles de panell pla biestables estan començant a implementar-se en aplicacions limitades (pantalles de cristall líquid colestéric, fabricades per Magink, en publicitat exterior; pantalles electroforètiques en dispositius lectors de llibres electrònics de Sony i iRex; etiquetes; pantalles moduladores interferomètriques en un rellotge intel·ligent).